# Salvador Flores Huerta
Salvador Flores Huerta (ur. 17 lutego 1934 w Coeneo, zm. 14 grudnia 2018) – meksykański duchowny rzymskokatolicki, w latach 1993–2006 biskup Ciudad Lázaro Cárdenas.

## Życiorys
Święcenia kapłańskie przyjął 1 marca 1958. 3 maja 1993 został prekonizowany biskupem Ciudad Lázaro Cárdenas. Sakrę biskupią otrzymał 24 czerwca 1993. 30 września 2006 zrezygnował z urzędu.
Zmarł 14 grudnia 2018.